# Acanthoscelides kingsolveri
Acanthoscelides kingsolveri är en skalbaggsart som beskrevs av Johnson 1973. Acanthoscelides kingsolveri ingår i släktet Acanthoscelides och familjen bladbaggar. Inga underarter finns listade i Catalogue of Life.